# Cymothoa catarinensis
Cymothoa catarinensis är en kräftdjursart som beskrevs av Thatcher, Loyola e Silva, Jost och Souza-Conceiçao. Cymothoa catarinensis ingår i släktet Cymothoa och familjen Cymothoidae. Inga underarter finns listade i Catalogue of Life.